# Castillo de Blandy-les-Tours

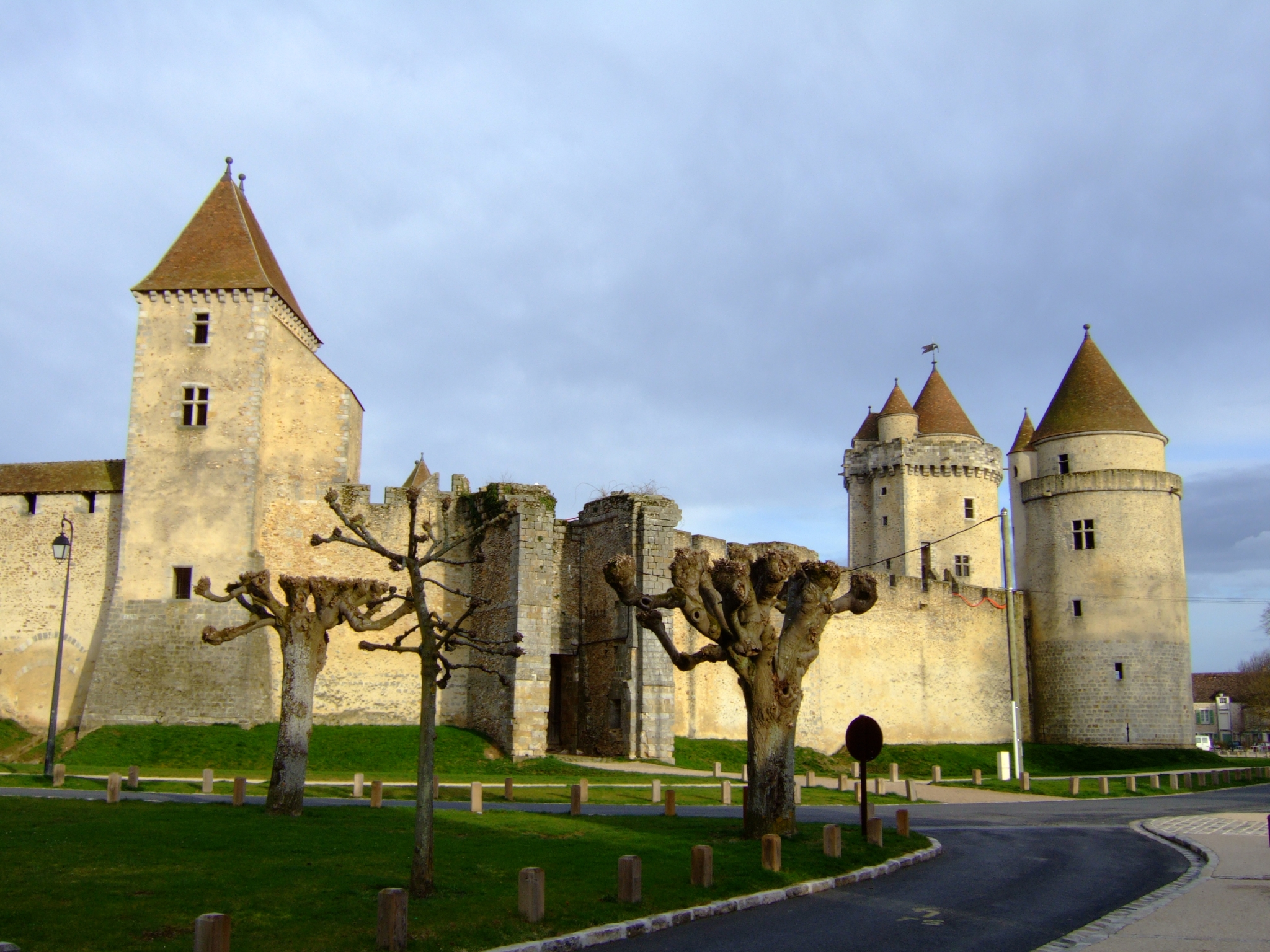
Puerta de entrada del Castillo de Balndy.

El castillo de Blandy-les-Tours es un castillo de fortaleza medieval situado en el pueblo de Blandy-les-Tours en el departamento francés de Sena y Marne, no lejos del Palacio de Vaux-le-Vicomte. El castillo está situado en el corazón del pueblo. Desde su adquisición por parte del Consejo general de Sena y Marne, ha sido objeto de varios trabajos de restauración.

## Historia
La primera mención del castillo de la que se tiene constancia en los libros es en 1216. Pertenecía al vizconde de Melun, Adam II de Chailly y se reducía a una casa de campo en un terreno irregular.
En el siglo XIV el castillo sufre una fuerte remodelación ya que se le añaden nuevas fortificaciones y estructuras de defensa: se excavó un foso y se añadió una nueva puerta-torre con su puente levadizo. Los reyes Carlos V y Carlos VI financiaron a los propietarios del castillo, los condes de Tancarville Jean II y su hijo pequeño Guillaume IV, las modificaciones del castillo. Se construyó una torre del homenaje, protegida por dos puentes levadizos. Todas estas modificaciones se llevaron a cabo durante la Guerra de los Cien Años.
Sin embargo, el castillo de Blandy-les-Tours fue ampliado en el siglo XVI por Francisco II de Orleans. El castillo se convirtió en una residencia de placer. María de Cleves se casó allí en 1572 en presencia del futuro Enrique IV. Pero el castillo volvió a cambiar de manos y se fue deteriorando progresivamente. En 1707, el mariscal de Villars, propietario del Castillo de Vaux-le-Vicompte, compró las tierras y el castillo de Blandy. Las dependencias de Vaux-le-Vicompte sufrieron un incendio, por lo que el mariscal decidió usar el castillo de Blandy para su reconstrucción. No solo tuvo que reconstruir las torres medievales y reemplazar los marcos de Vaux, sino que también tuvo que derribar los muros para rehacer los fosos. El castillo fue convertido en granja, algo que aceleró su ruina. Los techos del edificio principal se derrumbaron y los parapetos fueron destruidos, el portón de entrada fue eliminado para ampliar el acceso.
En 1764, el castillo fue vendido a Choiseul, ministro de Luis XV.
Durante la Revolución Francesa, el castillo no sufrió nada ya que no representaba ningún poder feudal por aquel entonces.
En 1883 la ciudad de Blandy lo readquirió gracias a un generoso donativo de su alcalde Pierre-Charles Tuot. Ese recinto ruinoso y sin ningún edificio fue catalogado en 1889 monumento histórico.
A partir de los años 70, varias asociaciones de manera voluntaria se hicieron cargo de la protección del castillo. En 1992, el castillo fue adquirido por el Consejo General de Sena y Marne, y desde entonces el castillo fue objeto de un completo proyecto de restauración llevado a cabo por Jacques Moulin, Arquitecto jefe de monumentos históricos que ayudó a que el monumento pudiera reabrir sus puertas, en el año 2007 durante las jornadas del patrimonio, después de dos años de trabajos.

## Arquitectura del castillo
El castillo fue construido con planta hexagonal flanqueada por torres redondas, y una torre del homenaje de 35 metros del altura, (siglo XIV). El castillo de Blandy es el ejemplo perfecto de una fortaleza del siglo XIII transformada en residencia señorial como muchas otras a finales del siglo XIV. Esta corriente tranformadora impulsada por Carlos V en el Louvre, se ve perfectamente en los castillos de Saumur, Mehun sur Yevre, Coucy o en el Castillo de Largoëte-en-Elven.
El recinto amurallado se compone de 6 torres:
- la torre cuadrada (antiguo portón)
- la torre norte
- la torre de la justicia
- la torre de los archivos
- el donion
- la torre de los guardias

Las bases de las tres últimas torres se elevaron después de 1370 con granito de Fontainebleau, mientras que las plantas superiores son el resultado del trabajo realizado alrededor del año 1390 por Guillermo IV con escombros, más económico. Por último, la torre del homenaje tiene tres salidas, algo raro en la arquitectura medieval.